# Tramwaje w McAlester
Tramwaje w McAlester − zlikwidowany system komunikacji tramwajowej w McAlester w Stanach Zjednoczonych, działający w latach 1903−1947.

## Historia
Linię tramwajową z północy miasta na południe do Country Club o szerokości toru 1435 mm otwarto 15 września 1903. Tego samego dnia otwarto podmiejską linię tramwajową do Alderson. W 1904 linię wydłużono do Hartshorne. Miejski odcinek sieci zlikwidowano w czasie Wielkiego kryzysu w latach 30. XX w. Natomiast na linii podmiejskiej ruch pasażerski prowadzony był do 1946, a towarowy do 1947. 